# Damallsvenskan 2022
La Damallsvenskan 2022, denominata OBOS Damallsvenskan 2022 per ragioni di sponsorizzazione, è stata la 35ª edizione della massima divisione del campionato svedese femminile di calcio. Il campionato è iniziato il 26 marzo e si è concluso il 5 novembre 2022. Il Rosengård ha vinto il campionato per la tredicesima volta nella sua storia, la seconda consecutiva, con due giornate d'anticipo.

## Stagione

### Novità
Nella stagione attuale viene cambiato il format del campionato, portato da 12 a 14 squadre, con retrocessione diretta delle ultime due squadre classificate e la 12ª e terzultima costretta a giocarsi la salvezza in un incontro di play-off con la terza classificata dell'Elitettan 2022.
Dalla Damallsvenskan 2021 è stato retrocesso in Elitettan il Växjö DFF. Dall'Elitettan sono stati promossi il Brommapojkarna, l'IFK Kalmar e l'Umeå IK.

### Formato
Le 14 squadre si affrontano in un girone all'italiana con partite di andata e ritorno, per un totale di 22 giornate. La squadra prima classificata è campione di Svezia e le prime tre classificate sono ammesse alla UEFA Women's Champions League 2023-2024. Le ultime due classificate retrocedono direttamente in Elitettan, mentre la terzultima sfida la terza classificata in Elitettan per un posto in massima serie.

## Squadre partecipanti
| Club              | Città        | Stadio                     | Stagione precedente         |
| ----------------- | ------------ | -------------------------- | --------------------------- |
| AIK               | Solna        | Skytteholms Idrottsplats   | 10º posto in Damallsvenskan |
| Brommapojkarna    | Stoccolma    | Grimsta IP                 | 3º posto in Elitettan       |
| Djurgården        | Stoccolma    | Stadio Olimpico            | 9º posto in Damallsvenskan  |
| Eskilstuna United | Eskilstuna   | Tunavallen                 | 4º posto in Damallsvenskan  |
| Häcken            | Göteborg     | Bravida Arena              | 2º posto in Damallsvenskan  |
| Hammarby          | Stoccolma    | Hammarby Idrottsplats      | 7º posto in Damallsvenskan  |
| IFK Kalmar        | Kalmar       | Guldfågeln Arena           | 2º posto in Elitettan       |
| KIF Örebro        | Örebro       | Behrn Arena                | 8º posto in Damallsvenskan  |
| Kristianstads DFF | Kristianstad | Kristianstad fotbollsarena | 3º posto in Damallsvenskan  |
| Linköping         | Linköping    | Linköping Arena            | 6º posto in Damallsvenskan  |
| Piteå IF          | Piteå        | LF Arena                   | 11º posto in Damallsvenskan |
| Rosengård         | Malmö        | Malmö Idrottsplats         | 1º posto in Damallsvenskan  |
| Umeå IK           | Umeå         | Umeå Energi Arena          | 1º posto in Elitettan       |
| Vittsjö GIK       | Vittsjö      | Vittsjö Idrottsplats       | 5º posto in Damallsvenskan  |

## Classifica finale
|  | Pos. | Squadra           | Pt | G  | V  | N | P  | GF | GS | DR  |
|  | ---- | ----------------- | -- | -- | -- | - | -- | -- | -- | --- |
|  | 1.   | Rosengård         | 66 | 26 | 21 | 3 | 2  | 74 | 24 | +50 |
|  | 2.   | Häcken            | 59 | 26 | 18 | 5 | 3  | 65 | 22 | +43 |
|  | 3.   | Linköping         | 57 | 26 | 18 | 3 | 5  | 61 | 26 | +35 |
|  | 4.   | Kristianstads DFF | 52 | 26 | 16 | 4 | 6  | 57 | 28 | +29 |
|  | 5.   | Hammarby          | 48 | 26 | 15 | 3 | 8  | 43 | 29 | +14 |
|  | 6.   | Vittsjö GIK       | 45 | 26 | 13 | 6 | 7  | 40 | 26 | +14 |
|  | 7.   | Piteå IF          | 40 | 26 | 12 | 4 | 10 | 34 | 26 | +8  |
|  | 8.   | Eskilstuna United | 40 | 26 | 12 | 4 | 10 | 33 | 32 | +1  |
|  | 9.   | KIF Örebro        | 38 | 26 | 12 | 2 | 12 | 37 | 37 | 0   |
|  | 10.  | Djurgården        | 26 | 26 | 8  | 2 | 16 | 31 | 48 | -17 |
|  | 11.  | IFK Kalmar        | 19 | 26 | 5  | 4 | 17 | 25 | 64 | -39 |
|  | 12.  | Brommapojkarna    | 12 | 26 | 3  | 3 | 20 | 20 | 60 | -40 |
|  | 13.  | Umeå IK           | 12 | 26 | 3  | 3 | 20 | 21 | 68 | -47 |
|  | 14.  | AIK               | 8  | 26 | 2  | 2 | 22 | 18 | 69 | -51 |

Legenda:
      Campione di Svezia e ammessa alla UEFA Women's Champions League 2023-2024.
      Ammessa alla UEFA Women's Champions League 2023-2024.
  Ammessa ai play-off promozione-retrocessione.
      Retrocessa in Elitettan 2023.
Note:
Tre punti a vittoria, uno a pareggio, zero a sconfitta.

## Risultati

### Tabellone
|                   | AIK  | Bro  | Dju  | Esk  | Häc  | Ham  | Kal  | KIF  | Kri  | Lin  | Pit  | Ros  | Ume  | Vit  |
| ----------------- | ---- | ---- | ---- | ---- | ---- | ---- | ---- | ---- | ---- | ---- | ---- | ---- | ---- | ---- |
| AIK               | –––– | 0-2  | 2-4  | 1-2  | 0-3  | 0-1  | 1-2  | 2-0  | 2-6  | 0-4  | 1-0  | 0-6  | 0-0  | 0-3  |
| Brommapojkarna    | 1-1  | –––– | 1-1  | 1-3  | 1-5  | 0-2  | 2-3  | 1-2  | 1-2  | 1-5  | 0-1  | 0-3  | 3-0  | 1-3  |
| Djurgården        | 4-2  | 2-1  | –––– | 2-0  | 1-3  | 1-2  | 4-0  | 1-2  | 1-0  | 1-2  | 1-4  | 2-5  | 3-0  | 0-3  |
| Eskilstuna United | 1-0  | 3-0  | 1-0  | –––– | 1-2  | 0-1  | 1-0  | 2-0  | 1-1  | 0-2  | 1-3  | 0-3  | 4-2  | 0-0  |
| Häcken            | 7-1  | 1-0  | 0-0  | 0-1  | –––– | 4-1  | 3-1  | 6-0  | 3-1  | 2-0  | 3-1  | 2-2  | 5-0  | 2-3  |
| Hammarby          | 2-0  | 4-1  | 3-0  | 0-3  | 1-2  | –––– | 4-0  | 0-0  | 0-2  | 0-1  | 1-0  | 2-0  | 2-0  | 2-2  |
| IFK Kalmar        | 3-1  | 1-0  | 0-1  | 1-1  | 1-2  | 1-5  | –––– | 0-4  | 0-2  | 1-4  | 0-1  | 0-6  | 3-2  | 0-1  |
| KIF Örebro        | 5-1  | 4-0  | 2-0  | 1-0  | 0-1  | 0-1  | 4-2  | –––– | 3-2  | 0-0  | 0-1  | 2-4  | 2-0  | 0-1  |
| Kristianstad      | 5-1  | 4-1  | 4-0  | 2-2  | 1-2  | 3-1  | 4-0  | 3-0  | –––– | 1-0  | 1-0  | 0-2  | 4-1  | 1-0  |
| Linköping         | 2-1  | 4-0  | 2-1  | 5-2  | 1-5  | 3-1  | 2-2  | 1-0  | 4-1  | –––– | 2-0  | 3-4  | 7-0  | 1-1  |
| Piteå             | 1-0  | 0-0  | 3-0  | 1-2  | 1-1  | 1-1  | 1-0  | 4-1  | 2-2  | 0-1  | –––– | 2-1  | 3-1  | 1-2  |
| Rosengård         | 2-1  | 2-0  | 3-0  | 1-0  | 2-0  | 4-1  | 6-2  | 2-0  | 1-1  | 1-0  | 2-1  | –––– | 5-2  | 3-2  |
| Umeå IK           | 2-0  | 1-2  | 2-1  | 1-2  | 1-1  | 0-3  | 1-1  | 1-3  | 0-2  | 0-3  | 0-1  | 0-3  | –––– | 4-0  |
| Vittsjö           | 1-0  | 3-0  | 1-0  | 2-0  | 0-0  | 1-2  | 1-1  | 1-2  | 0-2  | 1-2  | 2-1  | 1-1  | 5-0  | –––– |

## Spareggio promozione/retrocessione
|                | Risultati |                | Luogo e data                |
| -------------- | --------- | -------------- | --------------------------- |
| IK Uppsala     | 0-1       | Brommapojkarna | Uppsala, 20 novembre 2022   |
| Brommapojkarna | 3-1       | IK Uppsala     | Stoccolma, 27 novembre 2022 |
|                |           |                |                             |

## Statistiche

### Classifica marcatrici
Fonte: sito ufficiale.
| Gol |  |  | Giocatore          | Squadra           |
| --- |  |  | ------------------ | ----------------- |
| 22  |  |  | Amalie Vangsgaard  | Linköping         |
| 21  |  |  | Evelyne Viens      | Kristianstads DFF |
| 14  |  |  | Tabitha Tindell    | Kristianstads DFF |
| 12  |  |  | Olivia Schough     | Rosengård         |
| 11  |  |  | Madelen Janogy     | Hammarby          |
| 11  |  |  | Pauline Hammarlund | Häcken            |
| 10  |  |  | Hlín Eiríksdóttir  | Piteå             |
| 10  |  |  | Jutta Rantala      | Vittsjö           |
| 10  |  |  | Paulina Nyström    | Eskilstuna United |
| 9   |  |  | Alyssa Walker      | IFK Kalmar        |
| 9   |  |  | Loreta Kullashi    | Rosengård         |
| 9   |  |  | Mia Persson        | Rosengård         |
| 8   |  |  | Clara Markstedt    | Vittsjö           |
| 8   |  |  | Mille Gejl         | Häcken            |
| 8   |  |  | Therese Simonsson  | Linköping         |
| 8   |  |  | Vilde Hasund       | Hammarby          |